# Qualibou
Qualibou (auch: Soufrière Volcanic Centre) ist eine 3,5 × 5 km große Caldera auf der Insel Saint Lucia, die vor ca. 32–39.000 Jahren entstanden ist. Durch diese Eruption entstanden die Choiseul-Tuffe, die den Südosten der Insel bedecken.
Die Caldera liegt im Gebiet der Pitons, einem Naturschutzgebiet, in dem auch die namengebenden Berge stehen, Vulkankerne, die wahrscheinlich noch früher entstanden sind (200–300.000 Jahre), lange bevor sich die Caldera bildete. Und seither haben auch wieder mehrere andere vulkanische Dome die Caldera aufgefüllt. Die letzte Phreatische Explosion 1766 schleuderte Aschen aus, die sich in weitem Umkreis nachweisen lassen.
Im Zentrum der Caldera liegt auch Sulfur Springs, ein weiterhin aktives, geothermales Gebiet.
1990, 1999 und 2000 gab es 6 km ostsüdöstlich der Caldera mehrere vulkanische Erdbeben in geringer Erd-Tiefe.

## Galerie

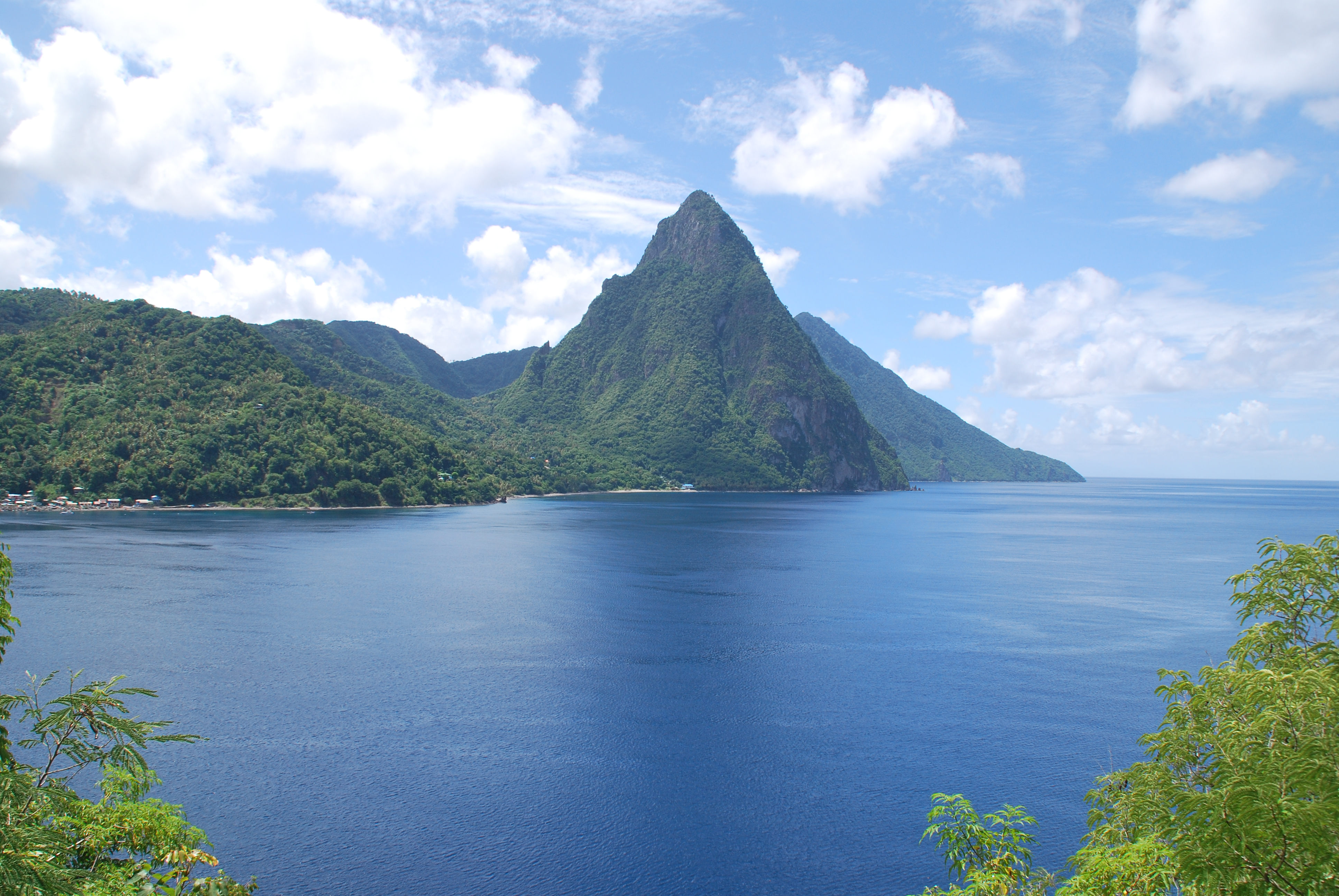
Petit Piton
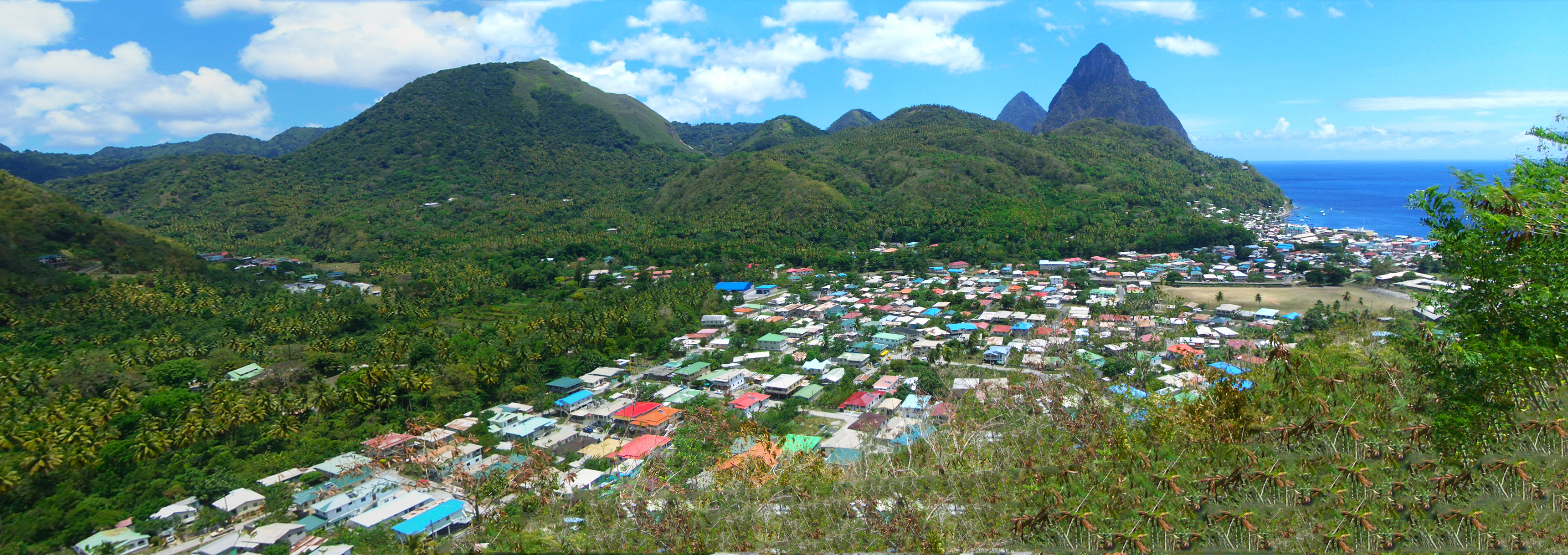
Soufrière und die Pitons